# Neocities
Neocities és un servei d'allotjament web comercial per a pàgines estàtiques. Ofereix 1 gigabyte d'espai d'emmagatzematge, 200 gigabytes d'amplada de banda per a llocs gratuïts i servidors sense scripts tant per a les subscripcions gratuïtes com de pagament. L'objectiu declarat del servei és "reviure el suport de l'allotjament web gratuït de les ja desaparegudes GeoCities (Yahoo! GeoCities)". Neocities va ser llançat el 2013 per Kyle Drake. Al març de 2025, acollia més d'1.021.200 de llocs web. El servei funciona amb un back-end de codi obert publicat sota la llicència FreeBSD.

## Història
Neocities va ser creat per Kyle Drake el 23 de maig de 2013 i llançat el 28 de juny de 2013, oferint 10 megabytes d'emmagatzematge de fitxers per a cada usuari. Inicialment, va servir com a arxiu per a llocs allotjats anteriorment a GeoCities abans de l'aturada d'aquest últim.
El 8 de maig de 2014, Neocities va anunciar que limitaria la velocitat d'amplada de banda de la seu de la FCC a les primeres velocitats del mòdem d'accés telefònic com a protesta contra la posició de la FCC sobre la neutralitat de la xarxa. Aquesta protesta va rebre una gran atenció i es va allargar fins al 2 de febrer de 2015.
El servei acollia entre 55.000 i 57.000 llocs el 2015, que havien augmentat a més de 460.000 el 2022, i 615.700 el 2023. El 10 de febrer de 2025, Neocities va arribar a més d'un milió de llocs allotjats.
Actualment, Neocities permet 1 gigabyte d'emmagatzematge, 200 gigabytes d'amplada de banda per als usuaris gratuïts i 50 gigabytes d'emmagatzematge i 3000 gigabytes d'amplada de banda per als "usuaris de pagament".
Neocities afirma que si s'arriba al límit d'amplada de banda, el lloc web no es desactivarà immediatament, tot anunciant que: "Aquest és un límit suau. Les pujades temporals estan bé, no desactivarem el vostre lloc immediatament i som molt flexibles".

## Ús
Neocities permet als usuaris crear els seus propis llocs web utilitzant HTML, CSS, i JavaScript, i l'eina de desenvolupament ve amb un depurador integrat per a aquests idiomes. La intenció és que els usuaris creïn llocs web personals que recordin GeoCities.
Neocities té 2 opcions perquè els usuaris emmagatzemin les seves dades. Un pla gratuït, que té 1 gigabyte d'emmagatzematge de dades i velocitats de transferència més lentes, i un pla de pagament, que permet 50 gigabytes d'emmagatzematge i velocitats de transferència més ràpides. El pla de pagament costa 5 dòlars al mes i els fons es destinen a les despeses del servidor.
Els fitxers que els usuaris gratuïts poden allotjar a Neocities estan restringits a fitxers HTML, fitxers CSS, fitxers Javascript, fitxers Markdown, fitxers XML, fitxers de text, fitxers de lletres tipogràfiques i imatges. En actualitzar al seu pla al de pagament, s'elimina aquesta restricció dels tipus de fitxers. Aquesta restricció s'establí per evitar que el servei es convertís en un "abocador de fitxers".